# Бубастис
Бубастис је стари град у Доњем Египту (данас Tell Basta), са остацима храма мачкоглаве богиње Бастет. У близини Бубастиса налази се гробље мумифицираних „светих мачака“ са више од 300 хиљада мумија мачака.

## Историја
Староегипатски Бубастис налазио се на подручју делте реке Нил, југозападно од града Таниса. Био је средиште доњоегипатског 18. округа. Године 952. п. н. е. Бубастис је постао краљевска резиденција 22. династије, а процват је доживио током 23. династије.
Моћ Бубастиса ослабила је након персијског освајања Египта године 525. п. н. е.
Херодот је дао најопширнији опис града, посетивши га године 450. п. н. е. Такође је писао да се још у античко доба покушавало сачувати Бубастис од оштећења узрокованих поплавама Нила.

## Религија
Бубастис је био средиште староегипатског култа богиње Бастет, која се некад називала и Бубастис. Уз нови значај града ојачало је и потивање ове богиње и са њом повезан култ мачке, њене свете животиње. Годишње светковине у Бубастису постале су циљ трговаца, занатлија и ходочасника из читаве земље.
Стари Грци су богињу Баст поистоветили са Артемидом.

## Рушевине Бубастиса
Рушевине древног Бубастиса налазе се недалеко од модерног египатског града Загазига. Археолошка истраживања вршила су се године 1886. и 1887, а експедиција 1906. године открила је још неистражену капелу 6. династије и храм из 8. века п. н. е.
Некадашња важност овога града видљива је из сачуваних камених остатака и дугих зидина.
Унутар средишњег дела налази се велика гомила гранитних блокова који су, обзиром на свој облик и скулптурално обликовање, припадали бројним обелисцима и пропилејима (великим вратима). Претпоставља се да су се концентрично уздизали уоколо средишта у којем су били храм богиње Бастет и Хермесов храм. Чини се да су једине сталне грађевине у Бубастису били ови храмови и гранитни зидови ходника, а град је такође имао богату вегетацију, вртове и шумарке.